# 穆萨拉峰

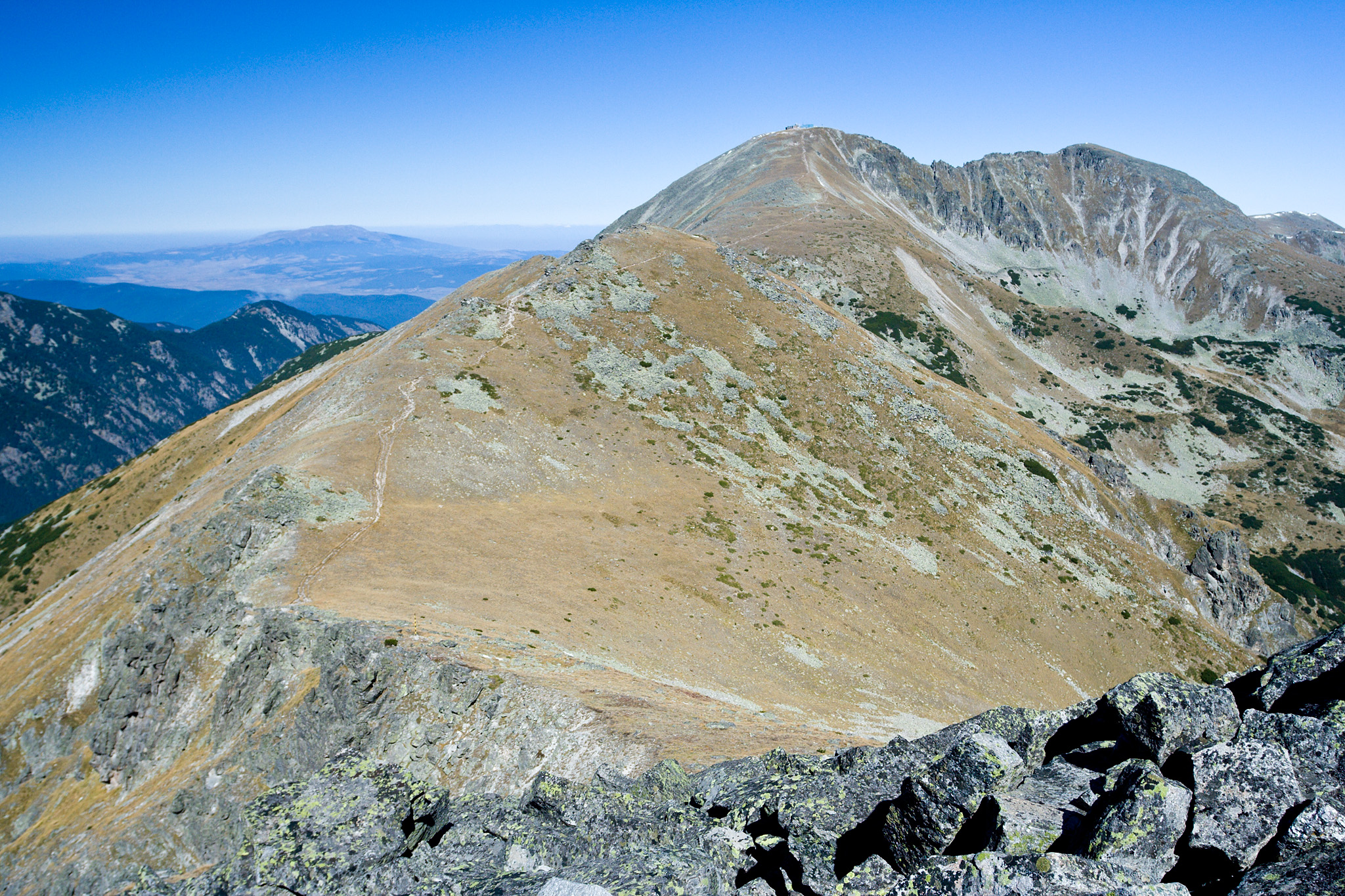
自南方眺望穆薩拉峰

穆萨拉峰，曾名“斯大林峰”（1949至62年）。在保加利亚西南部索菲亞州。里拉山脈最高峰，也是巴尔干半岛最高点，海拔2，925米。由花岗岩构成。顶峰建有巴尔干半岛第一个高山气象观测站。多冰川地形。旅游和登山运动中心。